# Albert Van Vlierberghe
Albert Van Vlierberghe (Belsele, Sint-Niklaas, Flandes Oriental, 18 de març de 1942 — Sint-Niklaas, 20 de desembre de 1991) va ser un ciclista belga, que fou professional entre 1965 i 1980. El 1964 va prendre part als Jocs Olímpics d'Estiu de Tòquio, on va disputar, sense sort, dues proves del programa de ciclisme. En el seu palmarès destaquen tres victòries d'etapa al Tour de França i tres del Giro d'Itàlia.

## Palmarès
- 1965
  - 1r al Tour de Loir i Cher i vencedor d'una etapa
  - Vencedor d'una etapa de la Volta a Portugal
- 1966
  - 1r a Omloop der Vlaamse Gewesten
  - Vencedor d'una etapa al Tour de França
- 1967
  - Vencedor d'una etapa al Giro d'Itàlia
- 1968
  - 1r a Kustpijl
- 1969
  - 1r als Giro de les Tres Províncies
  - Vencedor d'una etapa al Giro d'Itàlia
  - Vencedor d'una etapa al Giro de Sardenya
- 1970
  - 1r a Flèche Rebecquoise
  - 1r a la Harelbeke - Poperinge - Harelbeke
  - Vencedor d'una etapa al Tour de França
- 1971
  - 1r a GP E5
  - 1r a la Harelbeke - Poperinge - Harelbeke
  - 1r a l'Omloop van de Fruitstreek Alken
  - 1r a la Sàsser-Càller
  - 1r a Grote Prijs Stad Zottegem
  - Vencedor d'una etapa al Tour de França
- 1972
  - 1r a Brussel·les-Meulebeke
  - Vencedor d'una etapa al Giro d'Itàlia
- 1973
  - 1r a Gran Premi de Valònia
- 1975
  - 1r a la Belsele - Puivelde

### Resultats al Tour de França
- 1966. Abandona (16a etapa). Vencedor d'una etapa
- 1970. 48è de la classificació general. Vencedor d'una etapa
- 1971. 29è de la classificació general. Vencedor d'una etapa
- 1973. 52è de la classificació general
- 1975. 32è de la classificació general
- 1976. 57è de la classificació general
- 1978. 56è de la classificació general

### Resultats al Giro d'Itàlia
- 1967. 60è de la classificació general. Vencedor d'una etapa
- 1968. Abandona
- 1969. 38è de la classificació general. Vencedor d'una etapa
- 1970. 44è de la classificació general
- 1971. 36è de la classificació general
- 1972. 57è de la classificació general. Vencedor d'una etapa
- 1973. Abandona
- 1974. 69è de la classificació general
- 1977. 72è de la classificació general

### Resultats a la Volta a Espanya
- 1977. 35è de la classificació general